# Windmühle (Wittenburg)

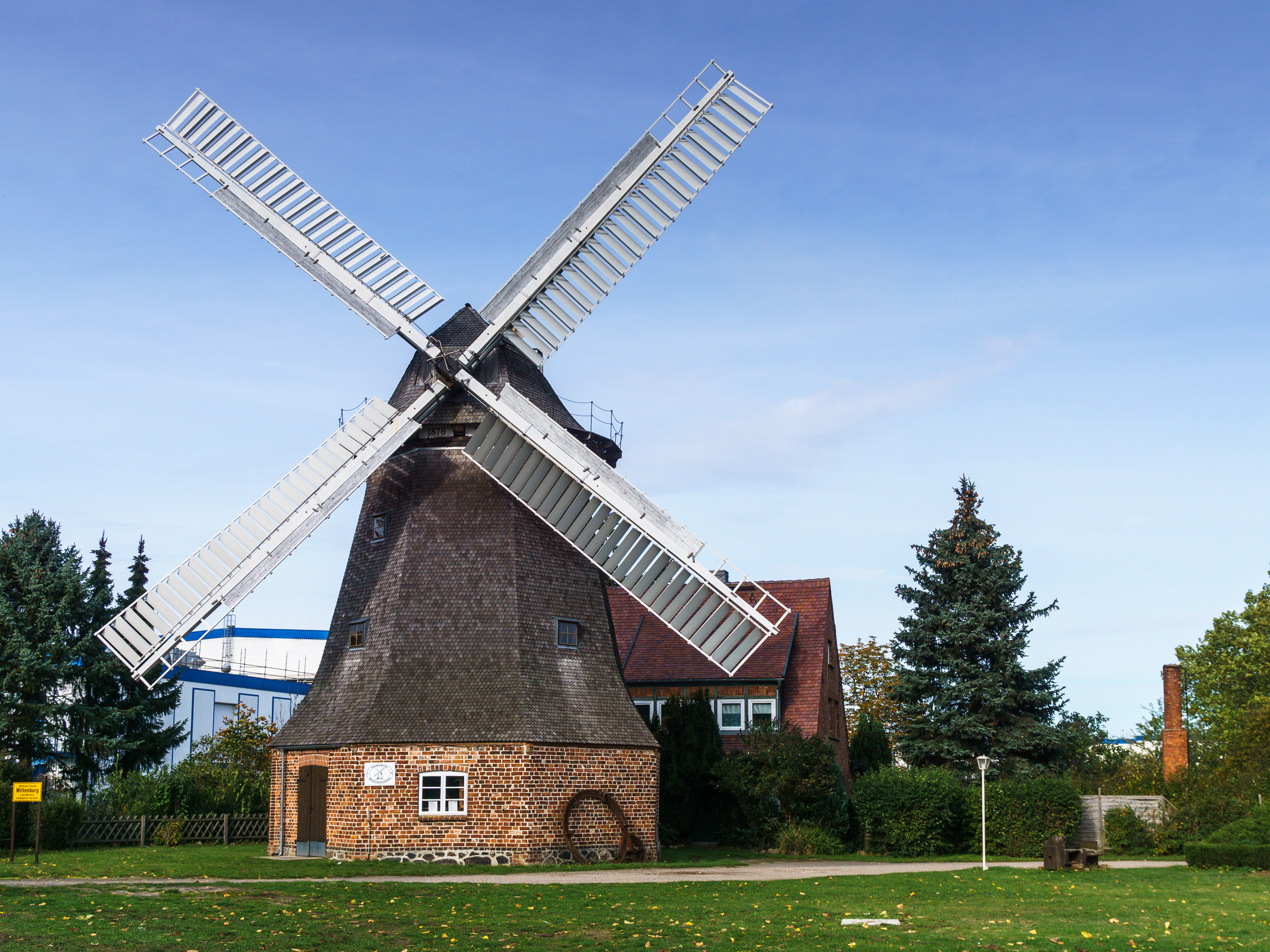
Windmühle Wittenburg

Die Windmühle in Wittenburg (Mecklenburg-Vorpommern), Am Mühlenberg 8 an der Hagenower Chaussee bei der Auffahrt zur Autobahn A 24, stammt von 1890.
Die Gebäude Windmühle und Hallenhaus stehen unter Denkmalschutz.

## Geschichte
Die Stadt Wittenburg mit 6303 Einwohnern (2020) wurde 1194 als provincie erstmals erwähnt und 1230 als civitas (Stadt).
Die runde, 15 Meter hohe Erdholländerwindmühle von 1890 mit einem Sockel, der drehbaren Haube (Kappe), dem Flügelkreuz (Durchmesser 22,30 m) und der Windrose (Durchmesser 3,80 m) steht auf dem Fundament einer abgebrannten Mühle von 1875. Sie wurde vom örtlichen Mühlenbauer Tamm von Schwerin nach Wittenburg umgesetzt.
1946/47 wurde sie saniert und nahm 1947 erneut den Betrieb mit Windkraft auf. 1948 erhielt sie einen Stromanschluss für die Feinmüllerei und für Teile der Schroterei. Nach einem Sturmschaden von 1955 endete der Betrieb mit Windkraft; die Mühle wurde ausschließlich mit elektrischer Kraft betrieben. 1971 wurde der Betrieb eingestellt. Die Arbeitsgruppe Mühlenmuseum von 1977 betreute die Mühle, die vom Kreis erworben und saniert wurde. 1979 wurde das Mühlenmuseum der Stadt eröffnet.
1996 erfolgte eine weitere Sanierung der Mühle und 2001 erhielt sie wieder ihren Kopf mit den Flügeln.
Das benachbarte niederdeutsche Hallenhaus als Fachwerkbau mit einem Krüppelwalmdach stammt von 1847. Das Haus wurde in Haar (Amt Neuhaus) erbaut und 1984 nach Wittenburg umgesetzt. In dem späteren ehemaligen Forst- und Agrarmuseum befindet sich heute das Landgasthaus Zur Mühle, in dem auch alte Geräte ausgestellt werden. Die Diele bietet Platz für 120 Personen, ein Kaminzimmer mit offenem Feuer für 40 Personen. Eine Scheune von 1790 mit einer Ausstellung landwirtschaftlicher Arbeitsgeräte und der Kräutergarten ergänzen das Ensemble.